# 纪增政
纪增政（1947年10月—）陕西省富平县梅家坪镇人，中国人民解放军海军少将。

## 生平
1964年8月参加中国人民解放军。1966年加入中国共产党并提干。1967年到1979年，历任机械师分队长、副队长。1980年5月起，历任中国人民解放军海军某部副参谋长、参谋长。1983年6月起，历任中国人民解放军海军某部副站长、站长，其部队连续两年被评选为优质安全场站。1986年起，历任中国人民解放军海军某部管理处处长、战勤处处长。1991年起，出任中国人民解放军海军某部副师长兼参谋长，其部队被评选为管理工作先进师，获得总部授予的首批军体达标单位称号。1995年，任中国人民解放军海军某部后勤部部长。1999年，任中国人民解放军海军航空兵后勤和装备部部长。2000年晋升海军少将军衔。